# خیترفین
خیترفین (به هلندی: Gieterveen) یک منطقهٔ مسکونی در هلند است که در آ ان هونزه واقع شده‌است. خیترفین ۹۹۵ نفر جمعیت دارد.